# Adolf Beltran i Català
Adolf Beltran Català (València, 8 de maig de 1958) és un periodista i novel·lista valencià. Fou membre del consell de redacció de la revista Cairell. Ha treballat en mitjans com el periòdic Noticias al Día o el setmanari El Temps, formant part de la primera fornada de periodistes de la publicació. Des del 1986 fou redactor del diari El País i responsable del suplement cultural Quadern. En 2015 va ser columnista a Levante-EMV, i actualment dirigeix la versió valenciana d'Eldiario.es. Ha publicat diversos articles a les revistes literàries L'Espill, Caràcters i L'Avenç. També ha editat la correspondència de Joan Fuster amb Vicent Ventura i Josep Garcia Richart.
Autor, en col·laboració amb Àngel Martínez, del volum Periodistes per la democràcia, La Unió de Periodistes del País Valencià 1979-1992.

## Obra
- 1984. Antologia d'escriptors valencians I. Gregal Llibres. València. Amb Marc Granell.

- 1985. Antologia d'escriptors valencians II. Gregal Llibres. València. Amb Marc Granell.

### Biografies
- 1993. Vicent Ventura; converses amb un ciutadà. Tàndem Edicions. València.

- 2002. Ramon Lapiedra: la raó cívica. València.

- 2009. Emili Tortosa, converses amb un directiu compromés.

### Investigació i divulgació
- 1989. Un país possible: Identitat valenciana i modernització. L'Eixam. Tavernes Blanques.

- 2002. Els temps moderns: societat valenciana i cultura de masses al segle XX. Tàndem Edicions. València.

- 2005. La València lletja.

### Narrativa
- 1989. No digues adéu. Eliseu Climent, 3 i 4. València.

- 1990. Hores buides. València.

- 2011. Veritat o mentida. Proteus. Barcelona.

### Novel·la
- 2005. Les llunes de Russafa. Edicions 62. Barcelona.

- 2015. Stribord. Balandra Edicions. València.

## Premis i reconeixements
- 2005. Premi Joanot Martorell de narrativa de Gandia per Les llunes de Russafa.